# Меане (Кунео)
Меане је насеље у Италији у округу Кунео, региону Пијемонт.
Према процени из 2011. у насељу је живело 40 становника. Насеље се налази на надморској висини од 267 м.